# Nathan For You
Nathan For You, emitida en España como Nathan al rescate, es una serie humorística estadounidense protagonizada por el cómico canadiense Nathan Fielder, y emitida en el canal de cable Comedy Central. La serie parodia los docu-realities estadounidenses, y en ella Fielder da vida a una versión más descentrada de sí mismo que intenta usar su experiencia en el mundo empresarial y en la vida para ayudar a empresas al borde de la quiebra o particulares en apuros, recurriendo para ello a peculiares estrategias comerciales.

## Publicidad
Dos de los números de Nathan For You resultaron en una importante atención mediática para el programa, uno de ellos antes incluso de su estreno.

### El zoo de mascotas
Como parte del segundo capítulo, Fielder y el equipo del programa intentaron aumentar la popularidad de un zoo de mascotas de California haciendo famoso a uno de sus animales, grabando un vídeo de uno de los cerdos (en realidad era un doble entrenado para seguir un circuito de plástico bajo la superficie) rescatando a una cabra atrapada en un río, y subiéndolo a YouTube. El vídeo se publicó en la red en septiembre de 2012, y superó todas las expectativas del programa, alcanzando los siete millones de visitas y llegando incluso a aparecer en programas informativos de nivel nacional tales como NBC Nightly News. Finalmente la broma se desveló en febrero de 2013, poco antes del estreno.

### Dumb Starbucks
En el fin de semana del 7 de febrero de 2014, una cafetería llamada "Dumb Starbucks" abrió en el barrio californiano de Los Feliz. El local era muy parecido a los de la célebre cadena de cafeterías Starbucks, utilizando una versión modificada de su logotipo, todos sus productos llevaban el prefijo "dumb" ("tonto") e incluso ofrecían CDs de "Dumb Jazz Standards" o "Dumb Nora Jones Duets" [sic]. La tienda se defendió afirmando que técnicamente era una galería de arte, y la adición de la palabra "dumb" implicaba que técnicamente se estaban burlando de Starbucks y podían emplear sus marcas registradas bajo leyes de 'fair use'. Después de atraer a colas de clientes curiosos durante el fin de semana, en una rueda de prensa el lunes siguiente Fielder desveló que se trataba de una broma para su programa. El Departamento de Sanidad de Los Ángeles clausuró la cafetería poco después por operar sin licencia.

## Episodios
| Temporada | Temporada | Episodios | Inicio                | Final                |
| --------- | --------- | --------- | --------------------- | -------------------- |
|           | 1         | 8         | 28 de febrero de 2013 | 18 de abril de 2013  |
|           | 2         | 8         | 1 de julio de 2014    | 19 de agosto de 2014 |

### Primera temporada
| Total | Nº | Título                                    | Fecha                 | Audiencia EEUU |
| 1     | 1  | "Yogurt Shop / Pizzeria"                  | 28 de febrero de 2013 | 354 000 (0,2%) |
| 2     | 2  | "Santa / Petting Zoo"                     | 7 de marzo de 2013    | 570 000 (0,3%) |
| 3     | 3  | "Clothing Store / Restaurant"             | 14 de marzo de 2013   | 428 000 (0,3%) |
| 4     | 4  | "Gas Station / Caricature Artist"         | 21 de marzo de 2013   | 394 000 (0,2%) |
| 5     | 5  | "Haunted House / The Hunk"                | 28 de marzo de 2013   | 467 000 (0,2%) |
| 6     | 6  | "Funeral Home / Burger Joint / Skydiving" | 4 de abril de 2013    | 441 000 (0,2%) |
| 7     | 7  | "The Claw of Shame"                       | 11 de abril de 2013   | 517 000 (0,3%) |
| 8     | 8  | "Private Investigator / Taxi Company"     | 18 de abril de 2013   | 450 000 (0,3%) |

### Segunda temporada
| Total | Nº | Título                                   | Fecha                | Audiencia EEUU |
| 9     | 1  | "Mechanic / Realtor"                     | 1 de julio de 2014   | 710 000 (0,4%) |
| 10    | 2  | "Souvenir Shop / E.L.A.I.F.F."           | 8 de julio de 2014   | 508 000 (0,3%) |
| 11    | 3  | "Pet Store / Maid Service"               | 15 de julio de 2014  | 684 000 (0,4%) |
| 12    | 4  | "Liquor Store / Exterminator / Car Wash" | 22 de julio de 2014  | 603 000 (0,4%) |
| 13    | 5  | "Dumb Starbucks"                         | 29 de julio de 2014  | 801 000 (0,5%) |
| 14    | 6  | "Daddy's Watching / Party Planner"       | 5 de agosto de 2014  | 586 000 (0,4%) |
| 15    | 7  | "Taxi Service / Hot Dog Stand"           | 12 de agosto de 2014 | No disponible  |
| 16    | 8  | "Toy Company / Movie Theatre"            | 19 de agosto de 2014 | No disponible  |